# 医療品質・効率性研究機構
医療品質・効率性研究機構（Institute for Quality and Efficiency in Healthcare、IQWiG、ドイツ語: Institut für Qualität und Wirtschaftlichkeit im Gesundheitswesen）とは、ドイツ連邦政府のエージェンシー。医療技術、医薬品、非薬物療法（外科手術など）、診断およびスクリーニング検査手法、治療および管理について、品質と効率性を評価する。またIQWiGは患者や市民グループに対して、健康情報の提供も行っている。
IQWiGは、ドイツ連邦保健省と連邦合同委員会のみに責務を持っており、医薬品産業とは独立している。IQWiGの費用は医療保険基金より賄われている。

## 構造
IQWiGは2004年にPeter Sawicki医師のリーダーシップにより設立され、2010年7月にはJürgen Windeler医師に引き継がれた。副代表にはStefan Lange医師が就任した。
IQWiGの部署は以下に分かれており、部署ごとに報告書が提出される。
- Drug Assessment
- Non-Drug Interventions
- Quality of Health Care
- Medical Biometry
- Health Economics

また一般的な健康情報について、Health Information部署により平易な文章で追って提出される。
加えて、これらの部署をサポートする Administration and Communication部門がある。